# Methode Bredemann
Die Methode Bredemann ist ein Verfahren zum Bestimmen des Fasergehaltes von Fasernesseln oder anderen Faserpflanzen. Das Verfahren wurde von Gustav Bredemann 1922 ausgearbeitet. Um den prozentualen Masseanteil der Faser vom Stängelgewicht zu bestimmen, werden die untersuchten Stängel und die durch einen chemischen Aufschluss erhaltenen Reinfasern gewogen und danach wie folgt berechnet: Masse der Fasern/Stängelgesamtmasse × 100. Es beinhaltet den Voraufschluss (Kochen in 0,4%iger Soda-Lösung), das Kalandern (Quetschen mit Metallwalzen), den Hauptaufschluss (Kochen in 2%iger Natronlauge), das Ausspritzen mittels Wasser auf Rahmensieben sowie eine gründliche Trocknung. Sowohl im In- als auch im Ausland wurde dieses Verfahren für Forschungszwecke genutzt. Das Verfahren wird, aufgrund der nahezu perfekten Genauigkeit, auch noch in neuerer Zeit angewandt.